# Dr. Dimensionpants
Dr. Dimensionpants è una serie animata canadese prodotta da DHX Media, The Factory Backwards Entertainment e Teletoon. Viene mandato in onda per la prima volta il 20 ottobre 2014 su Cartoon Network in Polonia, mentre in Canada viene trasmesso su Teletoon dal 6 novembre dello stesso anno. In Italia va in onda su Cartoon Network dal 3 novembre 2014.

## Trama
La serie narra le avventure di Kyle Lipton, un ragazzino come tanti che ama giocare ai videogiochi e divertirsi con gli amici. Ma Kyle non è in tutto e per tutto un ragazzo comune: grazie a un paio di pantaloni molto speciali può trasformarsi in Panta-Kid, un supereroe capace di viaggiare da una dimensione all'altra.
Nel combattere i suoi nemici inter-dimensionali, Kyle può sempre contare sul supporto del suo fedele amico Philip, un unicorno dalla criniera arcobaleno proveniente da un'altra dimensione. Philip appartiene ad un antico ordine di unicorni e da secoli è incaricato di proteggere i panta-eroi in qualità di “Guardiano dei Pantaloni”. L'unicorno anche se ha un aspetto molto buffo è molto serio ed inquadrato e si ritrova a dover fare da mentore ad un ragazzino vivace e indisciplinato che non sembrerebbe avere la stoffa del supereroe.

## Personaggi e doppiatori

### Personaggi principali
- Kyle Bradley Lipton, voce originale di Samuel Vincent, italiana di Tatiana Dessi.
- Philiponius "Philip" Chickpea, voce originale di Richard Ian Cox, italiana di Pasquale Anselmo.
- Amanda Lipton, voce originale di Kazumi Evans, italiana di Monica Volpe.
- Ann-Mary Lipton, voce originale di Kathleen Barr, italiana di Barbara Berengo Gardin.
- Dunley Lipton, voce originale di Brian Drummond.

### Personaggi ricorrenti
- Liz Business, voce originale di Kathleen Barr.
- Rebecca Stella, voce originale di Shannon Chan-Kent, italiana di Letizia Ciampa.
- Slob, voce originale di Noel Johansen, italiana di Luigi Ferraro.